# 포르셀렌

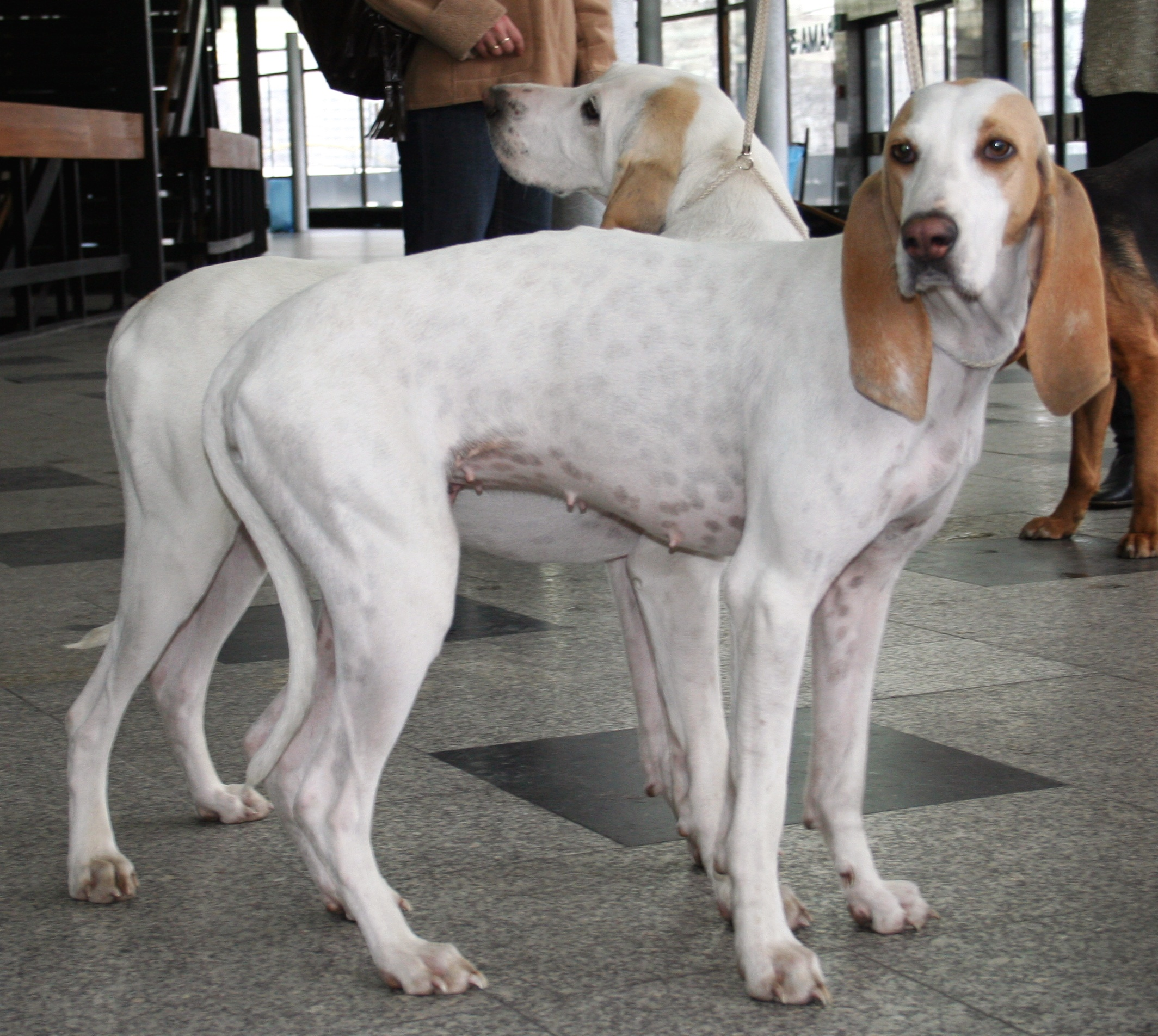

포르셀렌(Porcelaine, Pɔʁsəlɛn)은 프랑스의 후각 수렵견 개 품종이다. 이전에는 프랑스 동부 부르고뉴의 역사적인 프랑슈콩테 지역을 따서 브리케 프랑-콤투아(Briquet Franc-Comtois)라고도 알려졌다.

## 외관
포르셀렌은 반짝이는 털에서 그 이름을 얻었으며, 도자기(porcelain) 조각상과 비슷하다고 한다. 털은 흰색이고 때로는 주황색 반점이 있으며 종종 귀에 있다. 피부는 흰색이어야 하며 흰색 털을 통해 보이는 검은 반점이 있어야 한다. 모피는 믿을 수 없을 정도로 짧고 매우 가늘는다. 포르셀렌 개의 코는 검은색이며 콧구멍이 매우 넓다. 또한 검은 눈과 아래로 처진 긴 귀를 가지고 있다. 목은 길고 꼬리는 굵게 시작하여 끝으로 갈수록 좁아진다.
포르셀렌 수컷의 키는 22~23인치(약 56~58.5cm)이다. 암캐의 키는 21~22인치(약 53.5~56센티미터)이다. 무게는 55~62파운드(약 25~28kg)이다.